# Спинола
Спинола (на италиански: Spinola) е името на един от четирите знатни рода на Генуа. Другите са Дория, Грималди и Фиески. Те притежават през средата на 18 век херцогствата Сан Пиеро, Сант' Анджело, Сесто, Сан Северино и Лос Балбазес.
Първият известен Спинола е Гуидо Спинола, който като рицар участва в първия кръстоносен поход и няколко пъти е консул на Генуа (1102–1121). Неговите синове Ансалдо и Оберто са патрициите на двата главни клона на фамилията – Луколи и Сан Лука.
Един Спинола купува през 1340 г. град Лука за 30 000 гулдена.
Антонио Спинола става през 1453 г. първия генуезки управител на Корсика.
Филипо Спинола, маркиз на Сесто и на Венафро (Бенафро) (1559–1585) има трима сина от брака си с принцеса Полицена от Салерно:
- Фернандо Спинола, генерал-фелдмаршал, убит през 1603 г. в Холандия;
- Федерико Спинола († 26 май 1603), кралски испански адмирал;
- Амброзио Спинола (1569–1630), испански генерал-фелдмаршал, рицар на Ордена на златното руно, първи маркиз на Лос Балбазес, управител на Милано;

Други представители на фамилията стават епископи и кардинали. Красивата Симонета Веспучи (1453–1476) е дъщеря на Каточия Спинола де Кандия и Гаспаре Катанео.
Фамилията Спинола дава също няколко дожи на Генуа:
- Батиста Спинола (4 януари 1531 – 4 януари 1533)
- Лука Спинола (4 януари 1551 – 4 януари 1553)
- Симоне Спинола (15 октомври 1567 – 3 октомври 1569)
- Томазо Спинола (21 април 1613 – 21 април 1615)
- Андреа Спинола (26 юни 1629 – 26 юни 1631)
- Алесандро Спинола (9 октомври 1654 – 9 октомври 1656)
- Агостино Спинола (29 юли 1679 – 29 юли 1681)
- Лука Спинола (27 август 1687 – 27 август 1689)
- Доменико Мария Спинола (29 януари 1732 – 29 януари 1734)
- Николò Спинола (16 февруари 1740 – 16 февруари 1742)
- Фердинандо Спинола (7 януари 1773 – 9 януари 1773)